# Nhiễm sắc thể Y
Nhiễm sắc thể (NST) Y là một trong hai nhiễm sắc thể giới tính ở các loài động vật có vú, bao gồm con người, và nhiều loài khác. Nhiễm sắc thể giới tính còn lại là nhiễm sắc thể X. Ở nhiều loài động vật, nó có chứa gen SRY, và trong trường hợp thông thường không bị các hội chứng khác, thì dẫn đến sự phát triển tinh hoàn, cùng với các biểu hiện giới tính đực khác.
Nhiễm sắc thể Y của con người bao gồm khoảng 50 triệu cặp cơ sở(base) Nó có vai trò đặc biệt trong nghiên cứu di truyền và tiến hóa của loài người.

## Phát hiện
Nhiễm sắc thể Y được xác định là một nhiễm sắc thể xác định giới tính bởi Nettie Stevens tại Bryn Mawr College vào năm 1905 trong một nghiên cứu của ấu trùng bọ cánh cứng Tenebrio molitor. Edmund Beecher Wilson khám phá ra cơ chế tương tự cùng năm đó một cách độc lập. Stevens đã đề xuất rằng các nhiễm sắc thể luôn luôn tồn tại theo cặp và nhiễm sắc thể Y là cặp với nhiễm sắc thể X được phát hiện vào năm 1890 bởi Hermann Henking. Bà nhận ra rằng ý tưởng trước đây của Clarence McClung, nhiễm sắc thể X xác định giới tính là sai và xác định giới tính đó, trong thực tế, do sự hiện diện hoặc vắng mặt của nhiễm sắc thể Y. Stevens đặt tên là nhiễm sắc thể "Y" đơn giản chỉ để theo từ Henking "X" theo thứ tự abc.

## Tác động
Trong nhân tế bào nhiễm sắc thể Y kết hợp với nhiễm sắc thể X, nhưng nó chỉ tổ hợp ở hai đầu của nhiễm sắc thể Y, phần khá lớn còn lại của nhiễm sắc thể Y là vùng không tái tổ hợp, thường ký hiệu là Y-DNA. Ở con người vùng này vào cỡ 95%. Vì thế vùng DNA không tái tổ hợp trong nhiễm sắc thể Y được truyền nguyên vẹn từ cha sang con trai. Nếu có đột biến xảy ra ở vùng DNA không tái tổ hợp, thì đột biến này truyền cho con cháu trai trực hệ và không bị lẫn với các phả hệ khác. Do đó phân tích của Y-DNA được sử dụng trong nghiên cứu và xác định phả hệ dòng đực cho một quần thể.

## Hình ảnh